# Ace Ventura (serie animata)
Ace Ventura (Ace Ventura: Pet Detective) è una serie televisiva a cartoni animati basata sul film Ace Ventura - L'acchiappanimali dell'omonimo protagonista. I primi episodi sono stati trasmessi per la prima volta in Italia su Rete 4.
La sigla italiana Ace Ventura è cantata da Cristina D'Avena.

## Personaggi e doppiatori
- Ace Ventura - Tonino Accolla
- Moosha - Roberto Certomà
- Aguado - Stefano Mondini
- Emilio - Fabio Boccanera
- Schikadance - Emiliano Coltorti
- Woodstock - Luigi Ferraro
- The Mask - Nanni Baldini

## Episodi

### Prima stagione
1. Il cacciatore di renne
2. L’orso campione di bowling
3. Cibo per animali
4. Il pappagallo che sapeva troppo
5. Diplomazia francese
6. Il koala
7. Il cane da caccia del d'urbervilles
8. Il baule dei ricordi
9. Notte da gorilla
10. Il giorno del maiale
11. Profumo di puzzole
12. L'alligator cortese
13. Il mercato dei tori

### Seconda stagione
1. Pandemonio
2. Lavoro sulla neve
3. La risalita del salmone
4. Alla ricerca di Spike
5. La via lattea
6. Il gattino d'oro
7. La tempesta
8. Il ragazzo drago
9. Il giorno della lepre
10. Un robot nel West
11. L'urlo dell'alce mannaro
12. Un uomo coraggioso
13. Viaggio in maschera

### Terza stagione
1. La pozione magica
2. L'uccello
3. Dinomite
4. Ace nello spazio
5. Caccia al porcellino
6. Ace, vattene!
7. Lo scandalo della conchiglia
8. Attenzione a volare!
9. Ace arriva in tempo
10. Il futuro di Ace
11. Un pomeriggio duro
12. Selvaggio West
13. Mai più

## Crossover conThe Mask
Nell'episodio "Viaggio in maschera" appare il protagonista della serie animata The Mask. Ace Ventura è apparso nell'ultimo episodio della stessa serie.